# Hensley Koeiman
Hensley Felix Koeiman (Wacawa, 21 mei 1956) is een Curaçaos politicus namens Partido MAN. Tussen 2017 en 2021 was hij minister van Sociale Ontwikkeling, Arbeid en Welzijn in het kabinet-Rhuggenaath. Daarvoor was hij premier van Curaçao van 23 december 2016 tot 24 maart 2017.
Koeiman werd op 21 mei 1956 geboren in Wacawa, Bandabou. Hij studeerde aan de HTS in Tilburg. Voor hij de politiek in ging, werkte hij enkele jaren als facilitair manager op de Universiteit van de Nederlandse Antillen.
In het kabinet-Schotte, het eerste kabinet van Curaçao als autonoom land vanaf 10 oktober 2010, was hij minister van Sociale Ontwikkeling, Arbeid en Welzijn. 
Na de val van het kabinet-Schotte en de statenverkiezingen van 19 oktober 2012 werd Koeiman statenlid. In juni 2013 werd hij gekozen tot partijleider van MAN. Die functie legde hij in april 2019 neer. Per 1 december 2013 werd hij fractievoorzitter in de Staten van Curaçao.
Op 23 december 2016 werd Koeiman minister-president van Curaçao, na de statenverkiezingen van 5 oktober 2016. In deze functie volgde hij Ben Whiteman op.
De regering onder leiding van Koeiman viel echter al na zeven weken, op 12 februari 2017. Vervolgens werd de Staten van Curaçao ontbonden en werden nieuwe verkiezingen uitgeschreven, te houden op 28 april 2017. Op 24 maart 2017 werd Koeiman opgevolgd door Gilmar Pisas, die minister-president werd van een interim-kabinet.
Gerrit Schotte · 
Stanley Betrian · 
Daniel Hodge · 
Ivar Asjes · 
Ben Whiteman · 
Hensley Koeiman · 
Gilmar Pisas ·
Eugene Rhuggenaath ·
Gilmar Pisas